# Basil Hunnisett
Basil Hunnisett MA PhD FRSA FLA (5 de julho de 1923 - 15 de outubro de 2013) foi um bibliotecário inglês, acadêmico, palestrante e autor especializado em gravura em aço, bibliografia histórica, história das bibliotecas e biblioteconomia de belas artes. Ele escreveu três livros sobre gravura em aço e foi um dos primeiros a abordar o assunto em detalhes. Ele também contribuiu para o Oxford Dictionary of National Biography, o Grove Dictionary of Art e várias revistas especializadas em artes.

## Carreira de bibliotecário
Após a qualificação, Hunnisett trabalhou como bibliotecário de referência para as Bibliotecas Municipais de Bath de março de 1949 a outubro de 1951, depois como bibliotecário de empréstimo central para as Bibliotecas Públicas de Worthing de novembro de 1951 a outubro de 1956. Durante esse tempo, ele conduziu os cursos por correspondência da Association of Assistant Librarians em classificação, 1952.
Em outubro de 1956, Hunnisett foi nomeado vice-bibliotecário do distrito e curador das Bibliotecas Públicas, Museus e Galeria de Arte de Shrewsbury, onde trabalhou até agosto de 1964. Enquanto estava lá, ele foi membro do comitê da Shropshire Arts Society e também ganhou a Parte 1 do Diploma da Associação de Museus em 1963.
Perseguindo seu interesse pela gravura em aço, ele se tornou professor (mais tarde professor sênior e depois professor principal) no Departamento de Biblioteconomia da Brighton Polytechnic de setembro de 1964 a agosto de 1988.
Depois de se aposentar, Hunnisett foi frequentemente convidado como palestrante convidado em eventos de bibliografia, como o Nono Seminário Anual do British Book Trade Index na Universidade de Reading em 1991.

### Postagens adicionais
Hunnisett foi oficial honorário de treinamento e presidente da Surrey and Sussex Libraries in Co-operation (SASLIC) de 1977 a 1982, membro do National Committee on Library History e membro da Art Libraries Society (ARLIS) de 1970 a 1980

## Literatura

### Livros
Como não havia nenhum livro adequado sobre gravura em aço para usar como ensino e referência, Hunnisett começou a escrever um, visitando e se correspondendo com muitas bibliotecas e coleções. Ele finalmente escreveu três livros:
- Ilustração de livro gravada em aço na Inglaterra (1980). Scolar Press. 263 páginas ISBN 0-85967-5386
- Um dicionário de gravadores de aço britânicos (1980). F.Lewis. (2ª edição revisada e ampliada, publicada em janeiro de 1989 pela Scolar Press ISBN 0-85967-740-0
- Gravado em Aço - História da Produção de Imagens Usando Chapas de Aço (1998) Ashgate ISBN 9780859679718

Os papéis de trabalho para esses livros e rascunhos para um quarto livro foram doados para a St Bride Print History Library após sua morte e as impressões originais dos livros estão em sua coleção.
Uma resenha de seu primeiro livro de Christina Huemer observou: “A história da gravura em aço, no entanto, até agora foi confinada a uma ou duas páginas em pesquisas de ilustração de livros ou história da arte vitoriana, não facilmente acessíveis a colecionadores ou bibliotecários interessados. Portanto, o livro de Basil Hunnisett, o primeiro tratamento sistemático do assunto, é muito bem-vindo.” Michel Melot, no Bulletin des Bibliothèques de France disse: “O autor preenche uma lacuna importante na história da gravura e dos livros ilustrados, seu índice o torna uma ferramenta fácil para os historiadores do livro.” George Tubbs ( Art Libraries Society of North America ) disse: “O volume poderia igualmente ser adicionado a uma coleção especial sobre a história dos livros e da impressão, ou a uma coleção de pesquisa geral, uma vez que poderia ser feito um caso de que o livro elucida as questões sociais., bem como livro e história da arte. O bibliotecário de arte faria bem em garantir a presença deste livro em um local ou outro." Poul Steen Larsen ( Escola Real de Biblioteconomia, Dinamarca) disse: “O Dr. Hunnisett deve receber os devidos elogios por este tratamento acadêmico de um capítulo negligenciado na história da ilustração de livros britânica. Este trabalho pioneiro é obrigatório em todas as coleções de livros de arte e em bibliotecas gerais maiores”.

### Artigos
- «Charles Warren, gravador». Journal of the Royal Society of Arts. 125 (5253) agosto de 1977: 590-594[12]
- "The History of Fine Art Libraries in France" - Tese apresentada para MA em Library and Information Studies, University College, Londres, 1971[13] (reproduzida em Bibliothek und Wissenschaft, Vol 17, 1983 149pp).[14]
- Uma série de seis artigos no Antiquarian Book Monthly Review sobre aspectos da gravura em aço 1986-1988 mantida pela British Library[15]
- Abril de 1986, "Alaric Watts and the Literary Souvenir", Antiquarian Book Monthly Review, Vol 13, ISSN 0306-7475, pp.132-135.[16]
- Hunnisett escreveu 14 artigos para o New Dictionary of National Biography 1998-9 e revisou mais quatro artigos; todos eram cerca de gravadores dos séculos XVIII e XIX.[17]
- Sete contribuições para o Grove Dictionary of Art 1991.[18]
- Contribuições para Library History, New Library World, Art Libraries Journal e Journal of the Royal Society of Arts .

## Legado
Mais de 100 livros e artigos citam livros e artigos de Hunnisett. Eles são freqüentemente citados em bibliografias e fontes por curadores em museus e galerias de arte para apoiar exposições. Instituições acadêmicas e organizações artísticas sugerem os livros como leitura recomendada, fornecendo suporte básico para cursos de literatura, biografia histórica e bibliografia.